# Sofía Alexander
Sofía Eugenia Alexander es una animadora y productora mexicana, conocida por ser la creadora de Onyx Equinox (2020), anime original de Crunchyroll.

## Biografía
Alexander nació en Cancún, México. Está casada con Anna Lencioni desde el 30 de agosto de 2019.

## Carrera
- Productora ejecutiva y creadora de Onyx Equinox, serie original de Crunchyroll.[4]
- Trabajadora independiente para The Powerpuff Girls de Cartoon Network (serie de televisión de 2016).[4]
- Trabajadora independiente para Infinity Train de Cartoon Network.[4]
- Artista de storyboard para Stretch Armstrong and the Flex Fighters de Hasbro.[4]
- Artista de storyboard para Invader Zim de Nickelodeon: Enter the Florpus.[4]

El 14 de septiembre de 2021, a través de su cuenta de Twitter, la creadora anunció que Marvel Studios la había seleccionado para unirse a un proyecto secreto. Sin dar detalles, Alexander escribió «Ya es oficial. Estoy emocionado por formar parte de Marvel Studios y ampliar un universo que me encanta». Más tarde, el 12 de noviembre del mismo año, Sofía compartió que sería parte del revival de la serie X-Men (1992-1997), titulada X-Men '97.